# Arnaldo Prosperi
Arnaldo Prosperi (Mantova, 17 settembre 1901 – ...) è stato un calciatore italiano, di ruolo centrocampista.
Era noto anche come Prosperi III in quanto fratello minore di Dante Prosperi e Ildebrando Prosperi, anch'essi calciatori.

## Carriera
Mediano, dopo aver militato per sei stagioni nel Mantova, giocò in Divisione Nazionale 1927-1928 con la maglia del Brescia, disputando 18 partite con 5 reti: esordì il 25 settembre 1927 nella partita Brescia-Padova (1-1).
Nell'estate 1928 partecipò alla tournée in terra d'America, dove disputò 6 partite e realizzò 3 reti.
Nel 1928-1929 disputò 24 partite e realizzò ben 19 reti.
Nel 1929-1930 disputò con le rondinelle il nuovo campionato, chiamato Serie A: scese in campo in 32 incontri e realizzò 9 reti.

## Palmarès

### Club

#### Competizioni nazionali
- Seconda Divisione: 1

Mantova: 1923-1924